# Globarcturus angelikae
Globarcturus angelikae is een pissebed uit de familie Antarcturidae. De wetenschappelijke naam van de soort is voor het eerst geldig gepubliceerd in 1994 door Kussakin & Vasina.